# Vieux cimetière juif de Vieux-Brisach
 (février 2019).
Le vieux cimetière juif de Vieux-Brisach (en allemand : alter jüdischer Friedhof Breisach) est un cimetière dédié aux Juifs situé à Vieux-Brisach, dans l'arrondissement de Brisgau-Haute-Forêt-Noire et le Land Bade-Wurtemberg, en Allemagne. Il est protégé au titre des monuments historiques.

## Historique
Au XVIIe siècle, Vieux-Brisach possédait déjà un cimetière juif, dont la localisation précise est aujourd'hui inconnue. En 1775, le « vieux cimetière » est construit sur le terrain de la famille Günzburger, sur lequel se trouvait déjà un mikvé en bois. Après deux élargissements successifs en 1821 et 1842, le cimetière atteint une superficie de 17,44 ares. La dernière inhumation dans ce cimetière a lieu en 1874, puisque le nouveau cimetière juif de Vieux-Brisach est construit en 1850.
Sous le régime national-socialiste, le cimetière est totalement détruit. Seuls des fragments de quelque 131 sépultures (matzevot) subsistent aujourd'hui. La plus ancienne pierre tombale du cimetière date de 1769. Une partie des tombes retrouvées en 1945 ont été encastrées dans deux rotondes en béton.